# Hrabstwo Platte (Missouri)

Piramida wieku hrabstwa

Hrabstwo Platte to hrabstwo położone w USA stanie Missouri. Zostało założone w 1828 roku. Jest częścią powiatu z Kansas City.

## Miejscowości
- Camden Point
- Dearborn
- Edgerton
- Houston Lake
- Kansas City
- Lake Waukomis
- Northmoor
- Parkville
- Platte City
- Platte Woods
- Riverside
- Tracy
- Weatherby Lake
- Weston

## Wioski

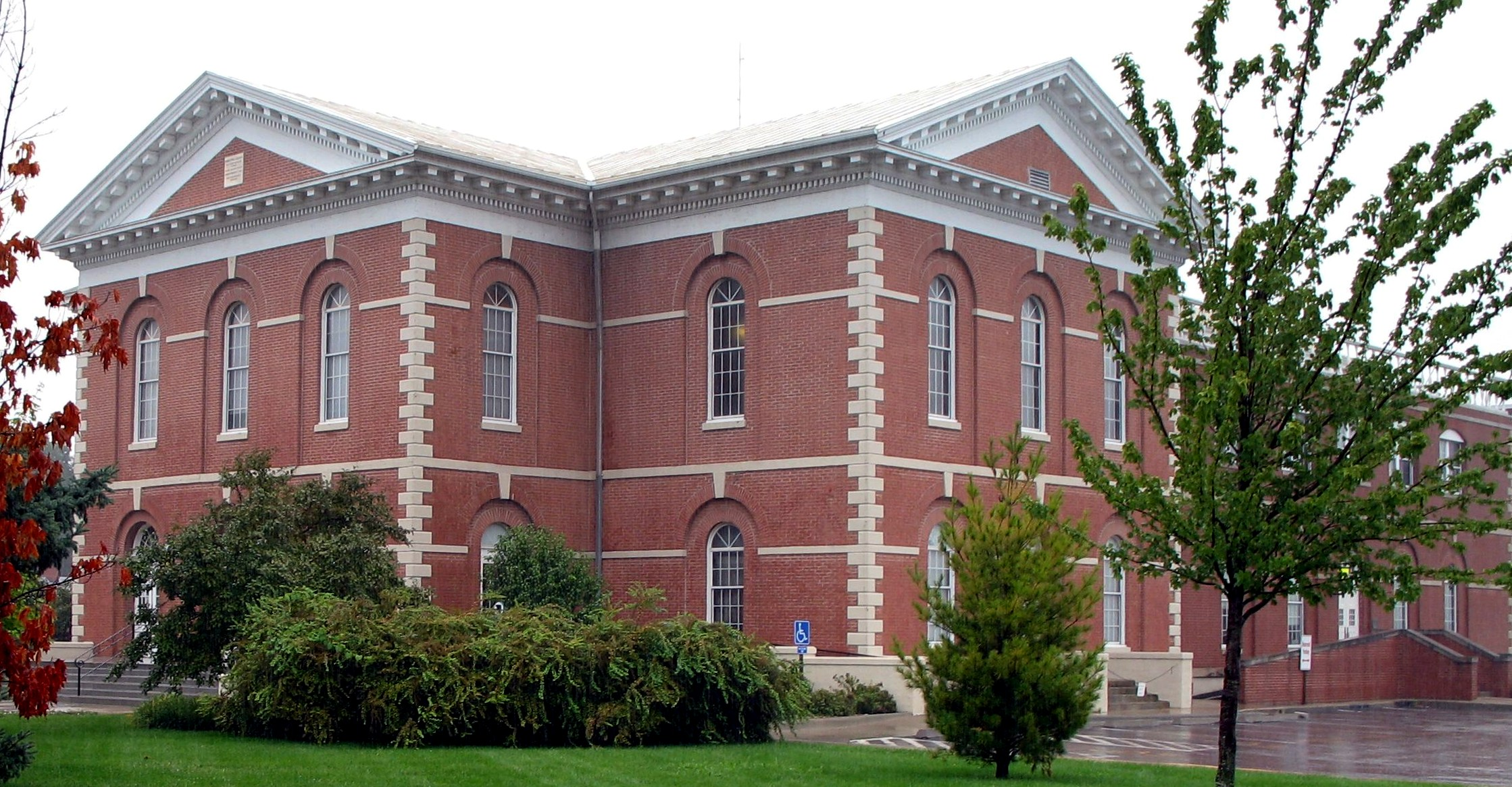
Siedziba władz hrabstwa

- Farley
- Ferrelview
- Iatan
- Ridgely